# Life thru a Lens
Life thru a Lens (en español: La vida a través de una lente) es el álbum debut publicado por Robbie Williams durante su carrera como solista tras su separación del grupo Take That. Las grabaciones del álbum comenzaron en los estudios Maison Rouge de Londres en marzo de 1997.

## Listado de canciones
- Todas las canciones compuestas por Robbie Williams y Guy Chambers.

1. "Lazy Days" – 3:54
2. "Life Thru a Lens" – 3:07
3. "Ego a Go Go" – 3:31
4. "Angels" – 4:24
5. "South of the Border" – 3:53
6. "Old Before I Die" – 3:53
7. "One of God's Better People" – 3:33
8. "Let Me Entertain You" – 4:21
9. "Killing Me" – 3:56
10. "Clean" – 3:54
11. "Baby Girl Window" – 3:16

### Versión japonesa
1. "Lazy Days" – 3:54
2. "Life Thru a Lens" – 3:07
3. "Ego a Go Go" – 3:31
4. "Angels" – 4:24
5. "South of the Border" – 3:53
6. "Old Before I Die" – 3:53
7. "One of God's Better People" – 3:33
8. "Let Me Entertain You" – 4:21
9. "Killing Me" – 3:56
10. "Clean" – 3:54
11. "Baby Girl Window" – 3:16
12. "Teenage Millionaires" - 3:09
13. "She Makes Me High" - 3:23[2]

## Certificaciones, peaks y ventas
| País        | Posición Peak | Certificación | Ventas/compras |
| ----------- | ------------- | ------------- | -------------- |
| Australia   | 34            | Oro           | 35,000+        |
| Austria     | 33            |               |                |
| Holanda     |               | Oro           | 40,000+        |
| Suiza       | 39            | Oro           | 25,000+        |
| Reino Unido | 1             | 8x Platino    | 2,400,000+     |